# Neuer Sommerpalast (Peking)
Der Neue Sommerpalast (chinesisch 頤和園 / 颐和园, Pinyin Yíhéyuán, Jyutping Ji4wo4jyun4*2, dt. etwa Erholung- und Friedensgarten, Erholung- und Harmoniegarten) ist ein Kaiserpalast. Er liegt im Nordwesten Pekings wenige hundert Meter westlich der Ruinen des Alten Sommerpalastes. Er zählt zu den Höhepunkten der chinesischen Gartenkunst, obwohl er mehrfach zerstört wurde und wieder neu errichtet werden musste. Er ist heute einer der großen Besuchermagneten in der chinesischen Hauptstadt und ist seit 1998 UNESCO-Welterbe.

## Geschichte und Fakten
Kaiser Qianlong ließ ihn 1751–1764 für eine Gesamtsumme von 4,8 Mio. Silber-Tael als Geschenk zum 60. Geburtstag seiner Mutter errichten. Die 297 ha große Anlage entstand auf dem Gelände des seit 1153 bestehenden ehemaligen Gartens des Goldenen Wassers und war der bevorzugte Aufenthaltsort des Kaiserhofes in den feucht-heißen Sommermonaten. Die Gebäude zählen zu den Meisterwerken chinesischer Architektur, der Park zu den beeindruckendsten chinesischen Landschaftsgärten. Wie der Alte Sommerpalast weiter östlich fiel auch der Neue Sommerpalast der Vergeltungsaktion im Zuge des Zweiten Opiumkrieges zum Opfer und wurde am 17. und 18. Oktober 1860 von einem anglofranzösischen Invasionsheer zerstört. Plündergut, das sich Franzosen sicherten, gelangte an das Hôtel Drouot, das über ein Monopol für Kunstauktionen in Frankreich verfügte. Der Fotograf Felice Beato, der das anglofranzösische Invasionsheer begleitete, dokumentierte die Palastanlagen fotografisch zwischen dem 6. und 16. Oktober, so dass eine Vorstellung der damaligen Anlage erhalten geblieben ist.
Anders als der Alte Sommerpalast wurde der Neue Sommerpalast jedoch auf Initiative der Kaiserinwitwe Cixi und des Chefs der Kaiserlichen Marine, Prinz Yi Xuan, in der Zeit von 1885 bis 1895 wieder aufgebaut. Die Finanzierung erfolgte durch Abzweigung von eigentlich für den Flottenausbau bestimmten Geldern, woran heute noch das berühmte Marmorboot im Palastsee erinnert. Im Zuge der Niederschlagung des Boxeraufstands 1900 wurde der Neue Sommerpalast ein weiteres Mal von den Briten als Vergeltung zerstört und danach erneut aufgebaut. Nach seiner Schließung 1908 durch die Witwe von Kaiser Guangxu wurde er 1924 wieder eröffnet. Einen Besuch konnten sich aber wegen anfangs exorbitant hoher Eintrittspreise nur wenige leisten. Heute ist der Sommerpalast ein Besuchermagnet und zählt zu den frequentiertesten Sehenswürdigkeiten der chinesischen Hauptstadt.

## Bauwerke
Wie in den meisten chinesischen Gärten und Parks haben auch hier Gebäude einen hohen Stellenwert. Entlang des Ufers des Kunming-Sees sowie der sich nördlich davon erstreckenden Hügelkette verteilen sich u. a. folgenden Bauten:
- Das Osttor,
- Die Halle des Wohlwollens und der Langlebigkeit, wo Kaiser Guangxu ausländische Diplomaten empfing, sich hierbei aber unter ständiger Überwachung der hinter einem Wandschirm verborgenen Kaiserinwitwe Cixi befand, der faktisch mächtigsten Person im Staate,
- Die Halle der Jadewellen,
- Die Halle des Aromas, wo Guangxus Gemahlin Longyu wohnte,
- Der Garten der Tugend und Harmonie mit dem 21 Meter hohen Theaterbau und der Halle der Erheiterung,
- Die Halle der Freude und Langlebigkeit,
- Die Halle, wo man den Pirolen lauscht, ehemals ein Operntheater,
- Die Wolkenzerstreuende Halle,
- Der 728 m lange Wandelgang,
- Der Pavillon des Buddhistischen Wohlgeruchs,
- Der Pavillon der Kostbaren Wolken, der wie ein Holzbau aussieht, aber gänzlich aus Bronze besteht und 200 Tonnen wiegt,
- Der Pavillon der Vier Großen Kontinente,
- Das Marmorschiff, ein auf das Wasser gebauter Aussichtsort zum Betrachten des Kunming-Sees,
- Die Mehr-Schätze-Pagode,
- Die Siebzehn-Bogen-Brücke,
- Die Jadebandbrücke,
- Der Garten der Harmonie und des Vergnügens, ein sog. Garten im Garten, der im Unterschied zu den übrigen Parkteilen im südchinesischen Stil gestaltet ist.
- Der Nachbau eines Kanals mit Geschäften aus Suzhou

### Die Halle der Jadewellen
In der Halle der Jadewellen (Yulan Tang, 玉澜堂,  Yùlántáng, dt. etwa Halle der jadefarbigen Wogen) befanden sich die Wohnräume des Kaisers Guangxu, wo er nach seiner Inhaftierung durch Cixi im Zuge der Hundert-Tage-Reform 1898 gefangen gehalten wurde. Guangxu erledigte seine tägliche Arbeit im zentralen Raum der Halle. Dieses 'Büro' war unter anderem möbliert mit einem Thron und einem Schreibtisch, der aus rotem Sandelholz gefertigt war. Es gab zahlreiche Glasscheiben, die mit landschaftlicher Malerei verziert waren und Fächer aus smaragdgrünen Federn – Symbole der königlichen Macht. Nordwestlich davon befand sich das Schlafgemach des Kaisers.

### Die Halle der Freude und Langlebigkeit
Die Die Halle der Freude und Langlebigkeit (Leshou Tang, 乐寿堂,  Lèshòutáng) wurde 1750 unter Kaiser Qianlong erbaut. Ursprünglich hatte sie zwei Etagen, das Gebäude wurde allerdings von anglo-französischen Truppen 1860 während Kaiser Xianfengs Regentschaft niedergebrannt. 1886 wurde die Halle dann in ihrer heutigen Form mit einer Etage errichtet und diente als Privatgemach der Kaiserinwitwe Cixi.

Wandelgang im Sommerpalast

### Der Wandelgang
Am Ufer des Kunming-Sees entlang ist der insgesamt 728 m lange Wandelgang (Chang Lang, 长廊,  chángláng) errichtet worden. Er besteht aus 273 verbundenen Säulenpaaren und mehreren Pavillons, eine einzigartige Kombination aus überdachtem Weg und Kunstgalerie, dessen Architrave mehr als 8000 Bilder schmücken. Die Motive zeigen geschichtliche und mythologische Szenen oder Landschafts-, Vogel- und Blumenmotive. Der Gang beginnt im Osten mit dem Tor der Einladung des Mondes (Pinyin Yaoyue) und endet im Westen im Pavillon des alten Mannes (Shizhang Ting, 石丈亭,  Shízhàngtíng) und verbindet alle Gebäude entlang des Berges der Langlebigkeit (Wanshou Shan, 万寿山,  Wànshòushān) durch Tore und Pavillons miteinander. Die Wolkenzerstreuende Halle (Paiyun Dian, 排云殿,  Páiyúndiàn) bildet den Mittelpunkt des Ganges, der an dieser Stelle einen halbkreisförmigen Bogen um die Halle herum macht.

### Galerie

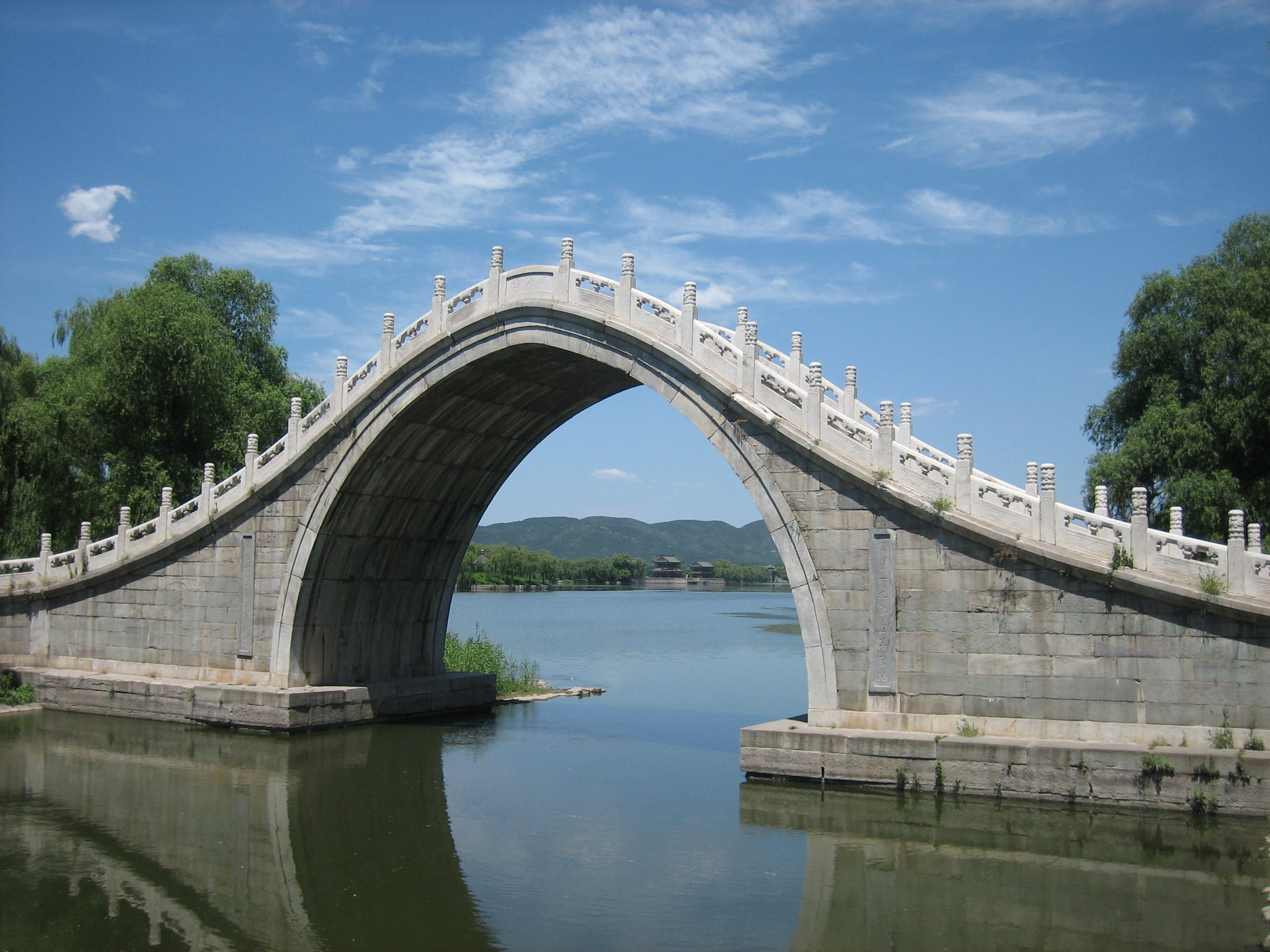
Gaoliang-Brücke 高粱桥
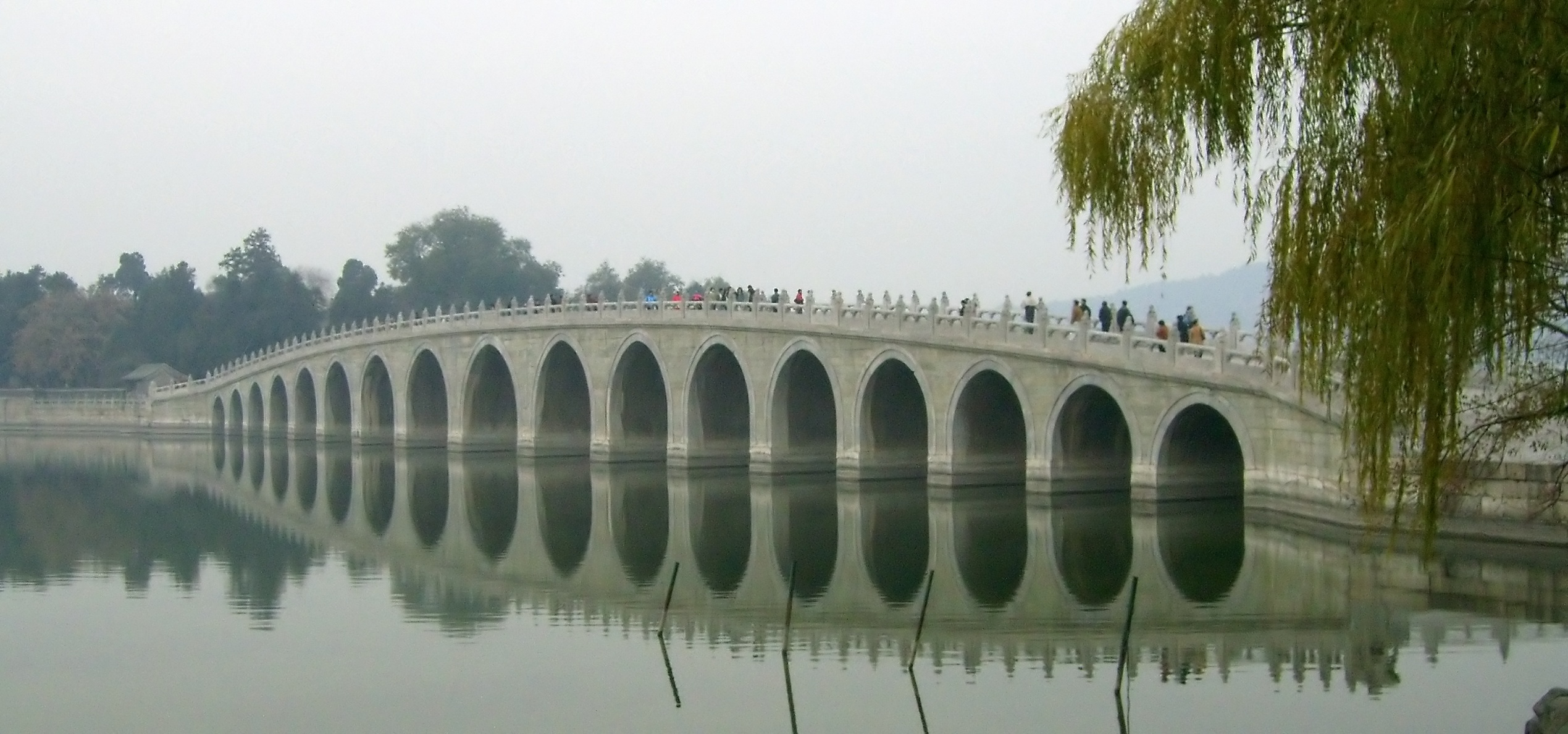
Siebzehn-Bogen-Brücke 十七孔桥
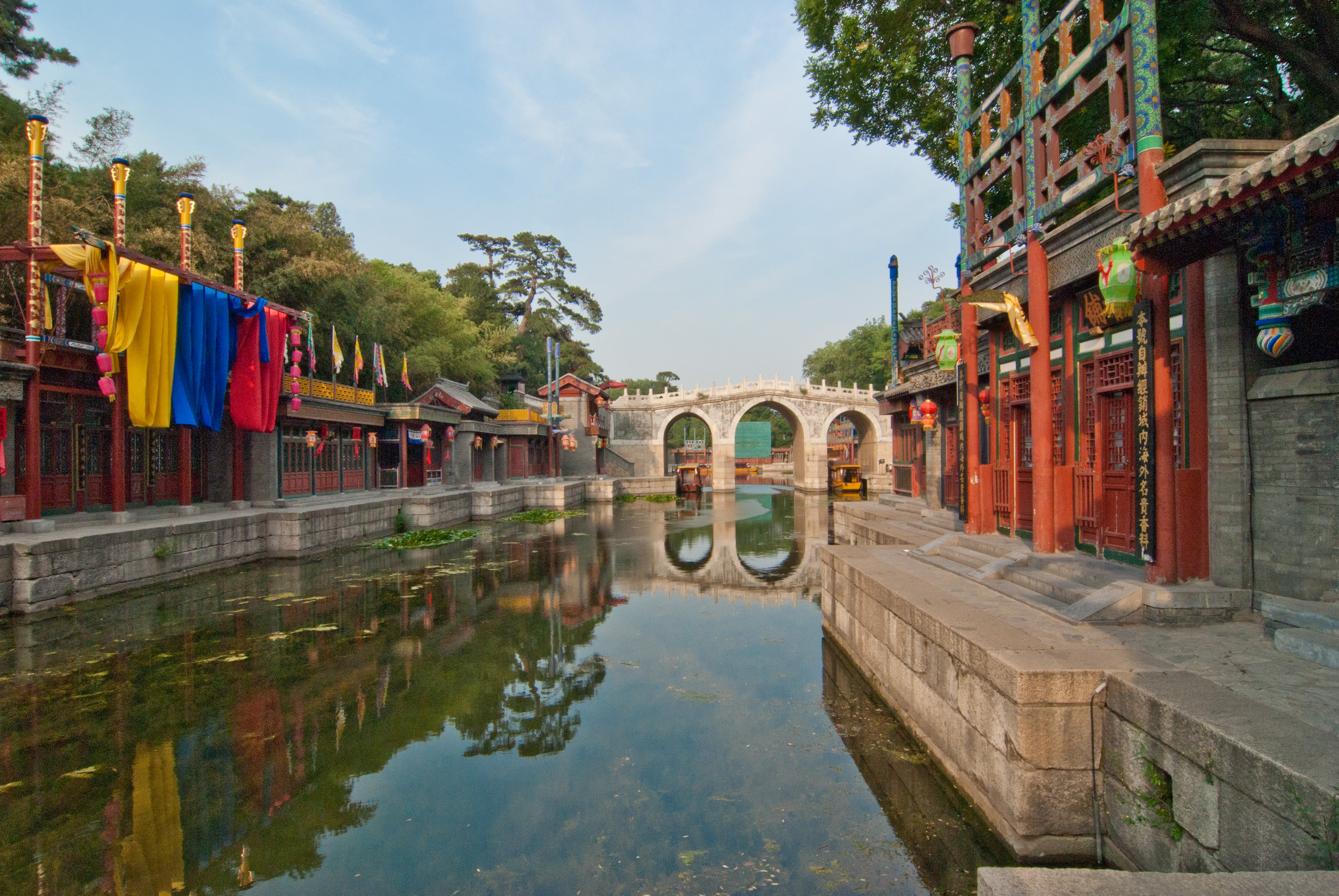
Suzhou-Straße im Neuen Sommerpalast 苏州街
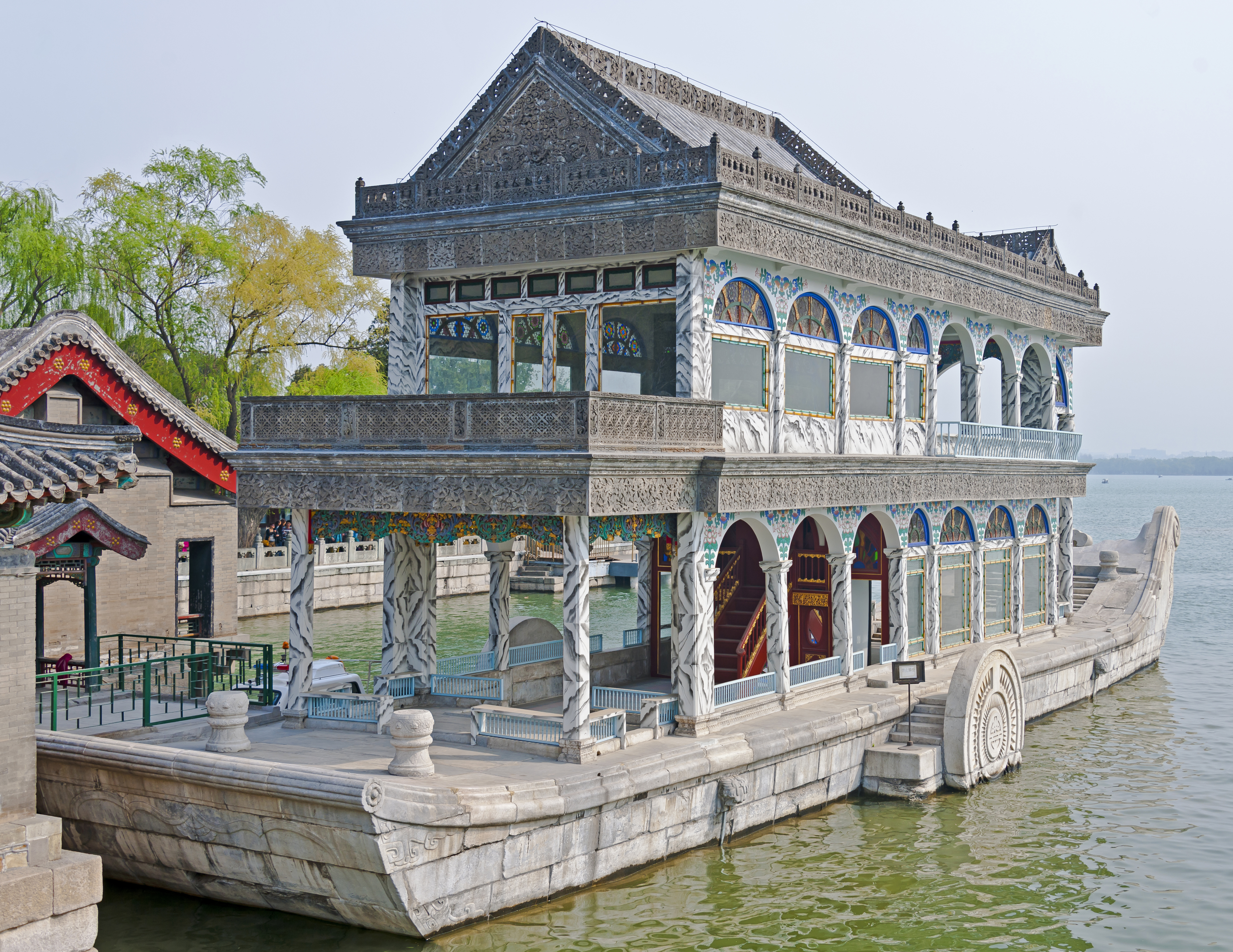
Das Marmorboot 石舫
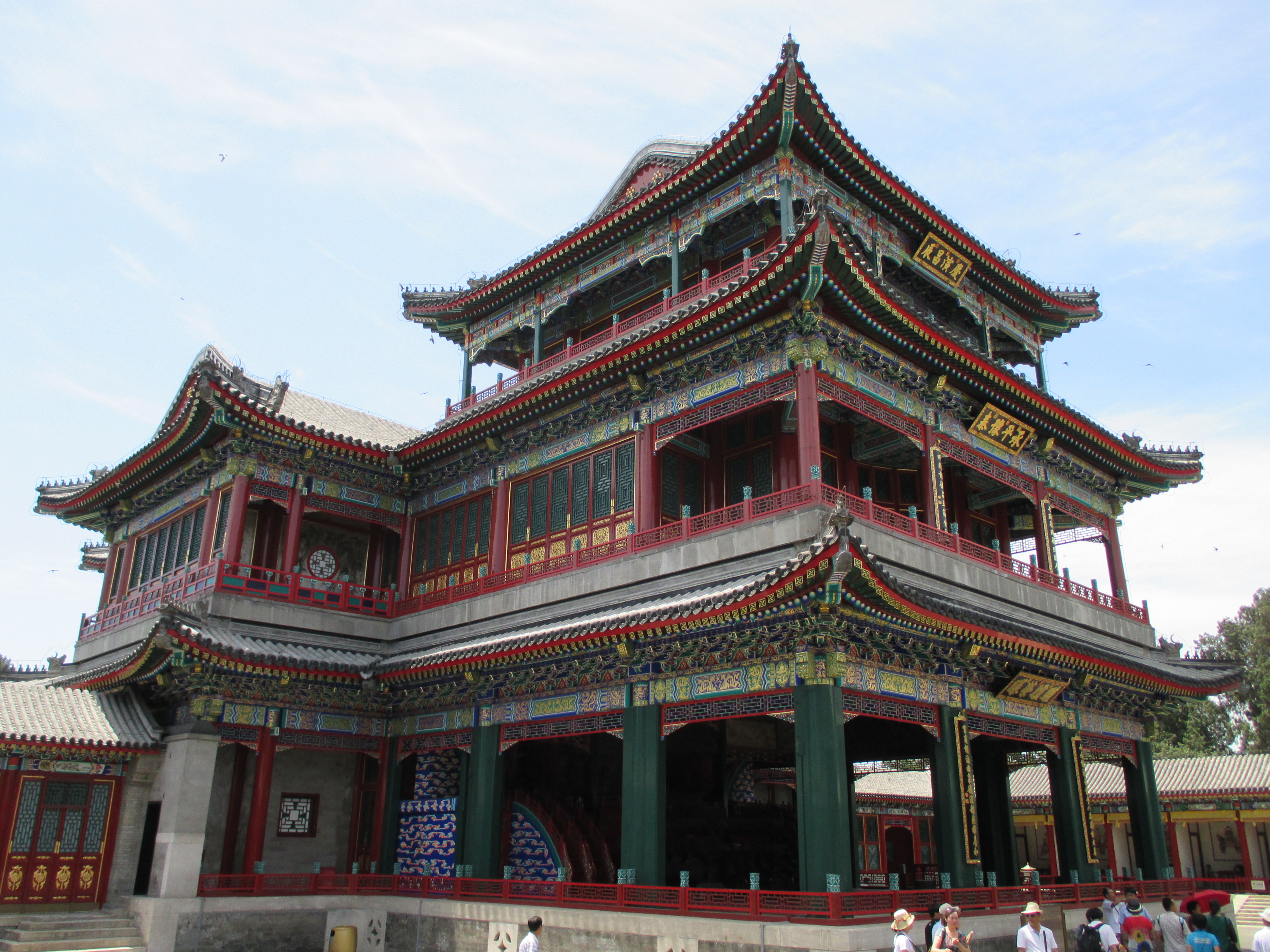
Das ehemalige Operntheater 大戏院